# AS Melfi
AS Melfi is een Italiaanse voetbalclub uit Melfi die speelt in de Serie C2/C. De club werd opgericht in 1929. De clubkleuren zijn geel en groen.